# 須卜氏
須卜氏，又稱須卜部，隸屬匈奴中的氏族部落，為貴族，經常與匈奴單于攣鞮氏通婚。興起於西元前3世紀，至西元4世紀間。
須卜氏原為匈奴三大貴族之一，在冒頓單于之後，繼呼衍氏和蘭氏興起的新興氏族。
至東漢時，南匈奴中又興起丘林氏，成為四大氏族。攣鞮氏與大氏族互相聯姻，共同統治控制匈奴，大氏族有聽訟斷獄之權。。
《晉書》記載，他們世官左、右沮渠。，盧水胡中的沮渠部源自於須卜氏。
鮮卑時期也有須卜氏，孝文帝改革後改為卜氏。。契丹的阻卜可能為其後裔。